# 수직발사장치

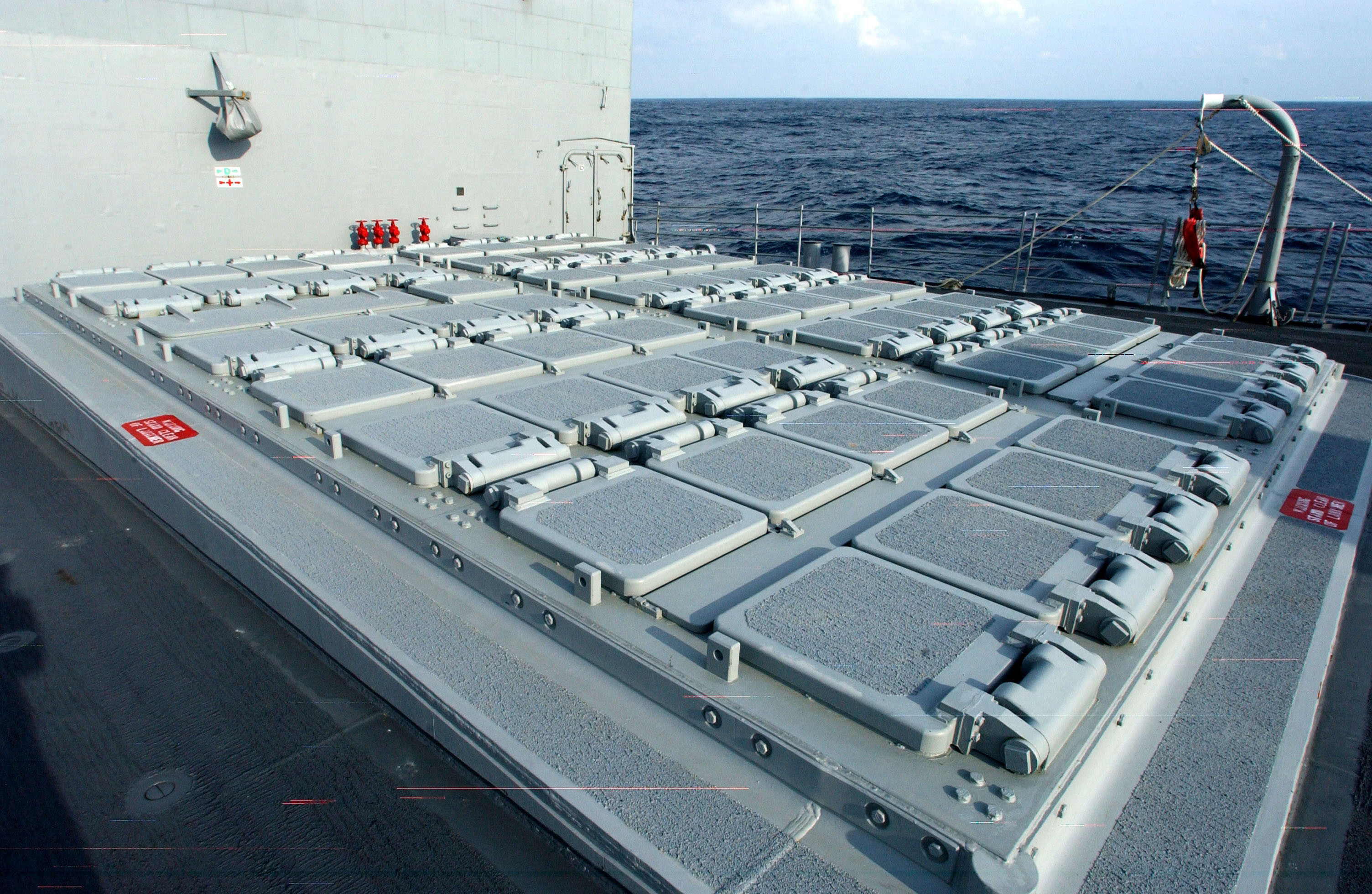
USS San Jacinto에 탑재된 VLS 통들

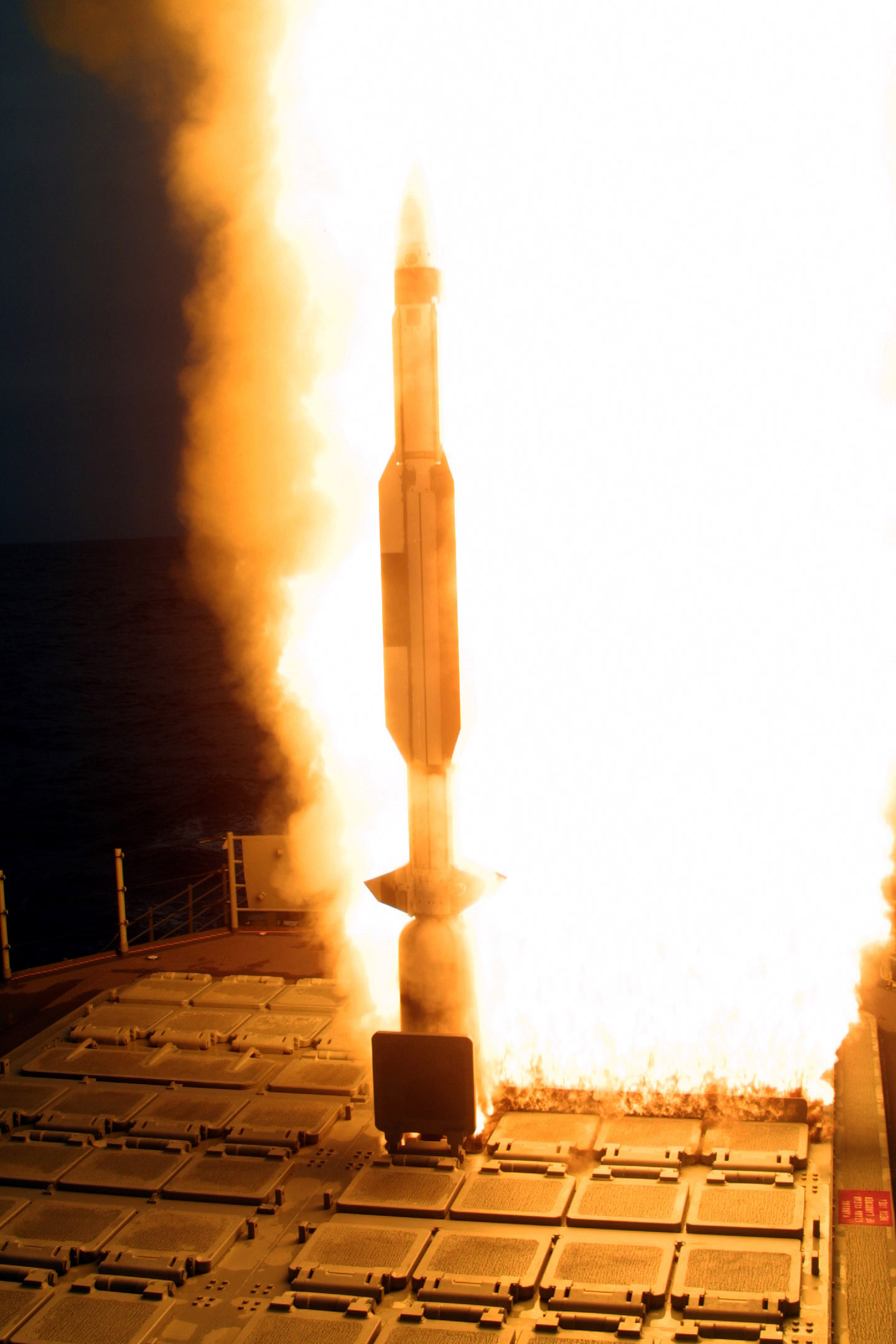
타이콘데로가급 순양함 레이크 에리에서 수직으로 발사되고 있는 스탠다드 미사일 SM-3

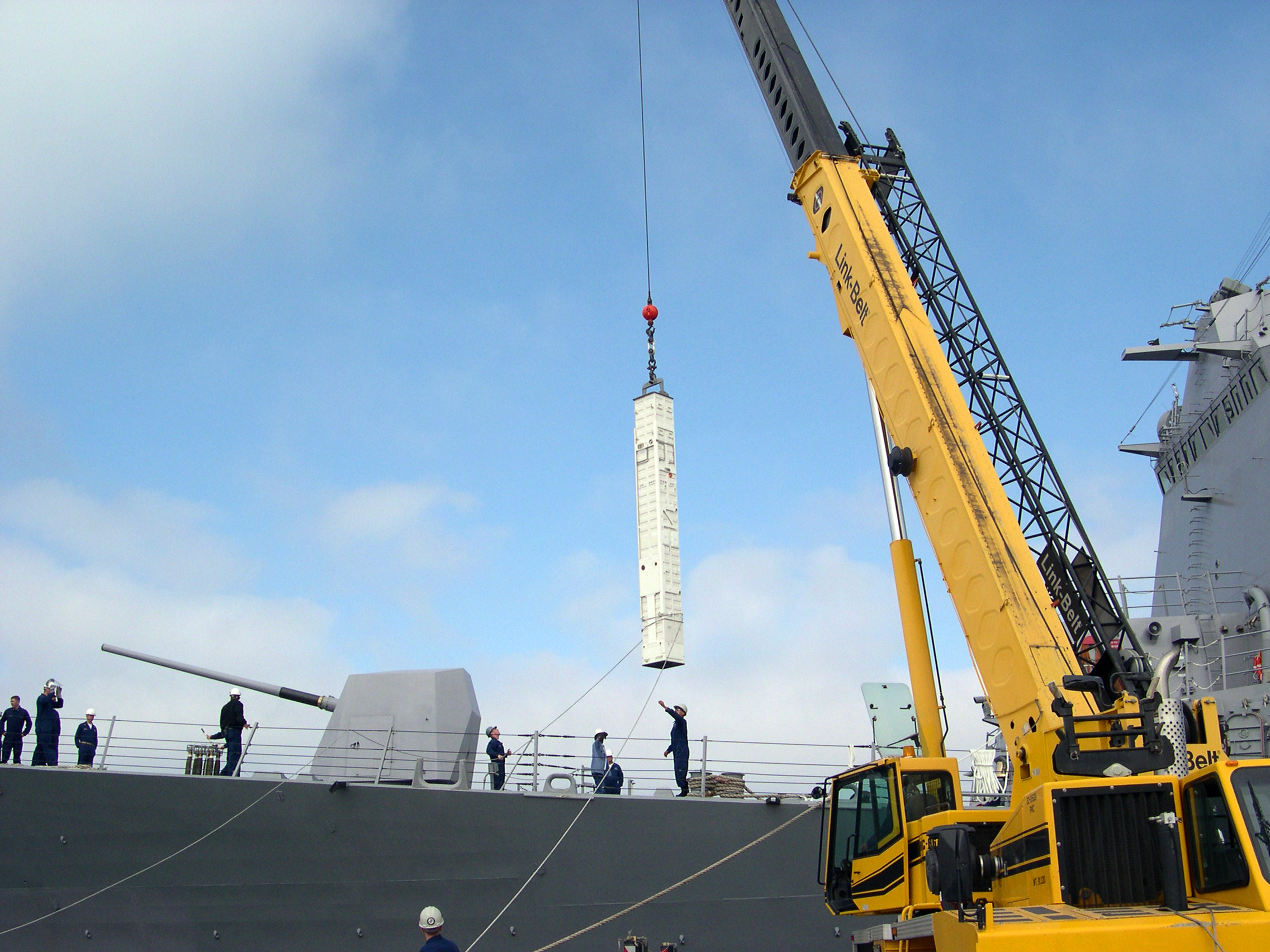
Mk 41의 수직 발사 장치에 ESSM을 장전하는 모습

수직발사장치(垂直發射裝置, 영어: vertical launching system, VLS)는 잠수함을 포함하여 군함에서 미사일을 수직으로 발사하는 장치를 말한다.

## 개요
보관 용기와 발사통을 겸하는 여러 개의 통으로 구성되어 있다. 미사일은 탄두를 위로 한 상태로 보관하다가, 발사할 때에는 그대로 수직 방향으로 발사되며 공중에서 방향이 바꾸어 목표로 향하게 된다.
미사일 1개를 발사기에 장전하여 발사하던 기존의 방식과 달리, 재장전 시간과 발사기를 목표를 향하도록 선회시키는 시간을 절감하려는 목적에서 개발되었다.

## 콜드런치와 핫런치

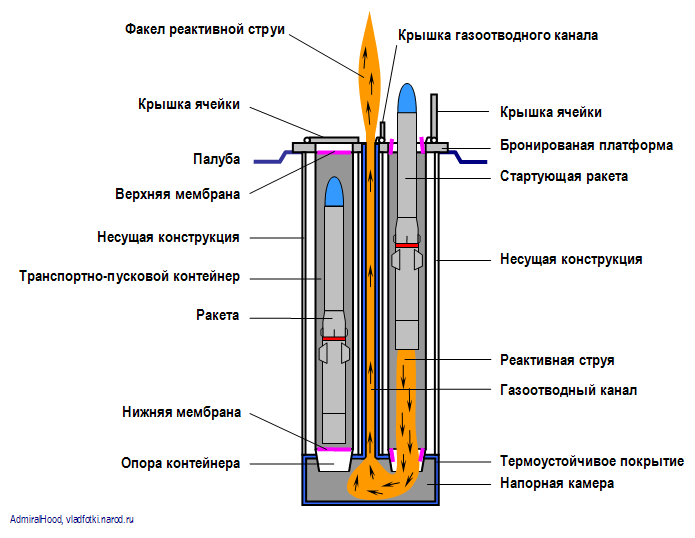
마크 41 VLS의 핫런치

수직발사관에서 미사일을 발사하는 방법은 콜드런치와 핫런치가 있다. 콜드런치(cold launch)는 강력한 압축가스로 미사일을 공중으로 던져 올린다. 공중에 내던져진 미사일이 점화를 하여 목표지점으로 날아간다. 수직발사관이 뜨거워지지 않는다. 핫런치(hot launch)는 수직발사관에서 바로 미사일이 점화되어 발사하는 방식이다. 고온의 미사일 화염을 견디는 내열소재가 필요하고, 화염을 밖으로 잘 배출하는 설계가 요구된다.

## 같이 보기
- 한국형 수직발사장치(KVLS)
- 잠수함발사 탄도유도탄(SLBM)